# Игнатов, Влас
Влас Игна́тов (Игна́тьев) — русский переводчик и дипломат начала XVI века, служащий Посольского приказа. Из рода Игнатьевых.
В 1525 году был толмачом в посольстве князя Засекина-Ярославского и дьяка Трофимова, которое было отправлено великим князем Василием III в Испанию ко двору императора Карла V. Участвовал он и в переводах для Библии Геннадия, архиепископа Новгородского, с 1518 года вместе с Дмитрием Герасимовым помогал Максиму Греку в переводе Толкований на Апостол, Толковой Псалтыри и, возможно, бесед Иоанна Златоуста на Евангелия Матфея и Иоанна. Максим Грек переводил с греческого на латинский, Влас и Дмитрий Герасимов — с латинского на русский.
С начала XVI века привлекался к выполнению дипломатических поручений, особенно часто касающихся отношений между Россией и Империей. Во время первого своего пребывания в Москве в 1517 году с ним познакомился императорский посол Герберштейн.
Возможно, Влас был переводчиком русского посольства к императору во главе с Яковым Полушкиным, состоявшегося с июня 1522 по начало 1524 года. Именно в этом качестве он выступал в посольстве к императору князя Засекина-Ярославского и дьяка Трофимова с июня 1524 по апрель 1526 года и в посольстве к императору Ляпуна Осинина и Андрея Волосатого с 1526 по 1528 годы.